# Monero
Monero (XMR) és una criptomoneda de codi obert creada l'abril de 2014 orientada a la privadesa, la descentralització i l'escalabilitat. Al contrari que moltes criptomonedes que són derivades de Bitcoin, Monero està basada en el protocol CryptoNote i exhibeix diferències importants relacionades amb l'ofuscació de blockchain. Monero va experimentar un creixement ràpid en capitalització (de 5M de dòlars a 185M) i volum de transaccions durant 2016, en part degut a la seva adopció el 2016 pel mercat clandestí AlphaBay (clausurat el juliol de 2017 per la policia).
Monero té el benefici del suport continu de la seva comunitat, i la seua estructura de codi modular ha estat alabada per Wladimir J. van der Laan, un dels responsables del Bitcoin Core.

## Història
Monero es va posar en marxa el 18 d'abril de 2014 originalment sota el nom "BitMonero", que és una paraula composta de bit (com Bitcoin) i Monero (que significa "moneda" en esperanto). Al cap de cinc dies, la comunitat va optar per un nom més curt, "Monero". Originalment sortida d'una bifurcació de Bytecoin, una moneda basada en CryptoNote, el projecte finalment es va publicar amb dues diferències principals. En primer lloc, el temps de bloc objectiu es va reduir de 120 a 60 segons, i en segon lloc, la velocitat d'emissió es va reduir en un 50% (més tard Monero va tornar a 120 segons de temps de bloc mentre mantenia la velocitat d'emissió, duplicant la recompensa de bloc per nou bloc).

## Característiques
Monero és una criptomoneda de codi obert que funciona sobre el principi de prova-de-treball. Funciona sobre Windows, Mac, Linux i FreeBSD.

### Secret
El daemon de Monero utilitza el protocol original CryptoNote, excepte els canvis inicials (és a dir el temps de bloc i la velocitat d'emissió). El mateix protocol utilitza un procés anomenat one-time ring signature (signatura d'anell d'un sol cop) i adreces secretes (stealth addresses)

## Mining
Monero utilitza l'algoritme de control de salut RandomX per validar les transaccions. RandomX és un algoritme de mining protegit per ASIC. El mètode es va introduir el novembre de 2019 per reemplaçar l'algoritme CryptoNightR anterior. Monero es pot extreure de manera força eficient en maquinari de consum com x86, x86-64, ARM i GPU, una decisió de disseny basada en l'oposició del projecte Monero a la centralització de mininig que crea la mineria ASIC. La popularitat de Monero entre els miners també va consistir en part a la possibilitat d'utilitzar malware sense consentiment.

## Treball actual i projectes germans
- RingCT: Una manera d'implementar transaccions confidencials en Monero. Transaccions confidencials (CT) és un mètode proposat per amagar el valor de transaccions en Bitcoin.[14]
- OpenAlias: un extens sistema d'aliasing basat en blockchain;[15]
- Kovri: Una solució de privacitat per integrar I2P en Monero;[16]
- URS: la prova de concepte d'un sistema de votació anònima, sobre la base de signatures d'anell[17]
- 0MQ: una biblioteca de C API utilitzat pels clients per connectar-se al servei de dimoni de Moneo.[18]
- Les llavors mnemòniques d'Electrum per creació determinista de claus en webwallet[19]
- L'equip del nucli de Monero continua apartant-se del codi Bytecoin original amb nombrosos pegats i millores en la seva impleentació del protocol CryptoNote.[20]

## Història de la posada en marxa
| Versió                       | Data d'alliberament | Actualitzacions importants                                                                               |
| ---------------------------- | ------------------- | --- |
| 0.8.8.6                      | 8 desembre 2014     | Executables fixos de Windwos, mnemònic multi-llengua                                                     |
| 0.9.0 "Hydrogen Helix"       | 1 gener 2016        | Suport d'ARM, suport de Windows 32-bits, OpenAlias, LMDB, temps de bloc augmentat a 2 minuts             |
| 0.9.1 "Hydrogen Helix"       | 15 gener 2016       | Correcció de bugs i millores de seguretat                                                                |
| 0.9.2 "Hydrogen Helix"       | 16 de març 2016     | Millores de LMDB, correcció de bugs                                                                      |
| 0.9.3 "Hydrogen Helix"       | 21 de març 2016     | Correcció de bugs, Windows 32-bits                                                                       |
| 0.9.4 "Hydrogen Helix"       | 2 abril 2016        | Correcció de bugs                                                                                        |
| 0.10.0 "Wolfram Warptangent" | 18 setembre 2016    | RingCT, millores d'actuació a HDDs, suport d'ARMv8, importació i exportació d'imatge clau                |
| 0.10.1 "Wolfram Warptangent" | 13 desembre 2016    | Millores en RingCT, sistema de cost dinàmic, suport per "fluffy blocs", suport de GUI                    |
| 0.10.2 "Wolfram Warptangent" | 22 febrer 2017      | Suport d'Android, smart mining sobre Linux, millores de velocitat a RingCT, solució a una vulnerabilitat |
| 0.10.3 "Wolfram Warptangent" | 25 de març 2017     | Millores d'escaneig de cartera, correcció de bugs                                                        |
| 0.11.0.0 "Helium Hydra"      | 7 de setembre 2017  | Correcció de bugs, millora de rendiment i més coses.                                                     |
| 0.11.1.0 "Helium Hydra"      | 27 octubre 2017     | Millora de traduccions, de GUI, correcció de bugs i més coses.                                           |